# Новоселівське (село)
Новоселівське — село в Україні, у Павлоградському районі Дніпропетровської області. Входить до складу Межиріцької сільської громади. Населення за переписом 2001 року становить 121 особа.

## Населення

### Мова
Розподіл населення за рідною мовою за даними перепису 2001 року:
| Мова       | Кількість | Відсоток |
| ---------- | --------- | -------- |
| українська | 113       | 93.39%   |
| російська  | 8         | 6.61%    |
| Усього     | 121       | 100%     |

## Географія
Селище Новоселівське знаходиться на лівому березі річки Вовча, вище за течією на відстані 1 км розташоване місто Павлоград, нижче за течією на відстані 1 км розташоване село Межиріч, на протилежному березі — місто Павлоград. Поруч проходять автомобільна дорога М04 (E50) і залізниця, платформа 119 км.

## Історія
11 жовтня 2024 року, відповідно до Розпорядження Кабінету Міністрів України № 989-р «Про віднесення селища Мінеральні Води та Новоселівського Павлоградського району Дніпропетровської області до категорії сіл», селище було віднесене до категорії сіл.